# Kutlu, Düzce
Kutlu là một xã thuộc thành phố Düzce, tỉnh Düzce, Thổ Nhĩ Kỳ. Dân số thời điểm năm 2010 là 397 người.